# Fábrica Boliviana de Munición
La Fábrica Boliviana de Munición (FBM) es un fabricante militar perteneciente a la Corporación de las Fuerzas Armadas para el Desarrollo Nacional.

## Historia
La Fábrica Boliviana de Munición fue creada el 5 de abril de 1979 como una empresa constitutiva de la Corporación de las Fuerzas Armadas para el Desarrollo Nacional, con el objeto de manufacturar municiones de infantería. La formación del emprendimiento contó con la participación del fabricante francés Manurhin. La planta principal fue instalada en la base militar de Cotapachi.
El 9 de marzo de 2016, las capacidades de la empresa son ampliadas en la importación de armamento y la venta directa de armas a militares en servicio previa autorización del Ministerio de Defensa.

## Producción
La Fábrica Boliviana de Munición posee líneas de producción de cartuchos de los calibres 7,62 × 51 mm, 5,56 ×45 mm y 9 × 19 mm.
La FBM también dispone de los recursos para el mantenimiento del armamento de infantería, el cual en su mayoría procede de FN Herstal. Dicha recuperación del material lo hace con una solución de fosfato de manganeso creada por la investigación y desarrollo propio.